# Peyriac-Minervois

Peyriac-Minervois este o comună în departamentul Aude din sudul Franței. În 1 ianuarie 2022 avea o populație de 1.142 de locuitori.